# Landringhausen
Landringhausen (niederdeutsch Landerhusen) ist ein nördlicher Ortsteil der Stadt Barsinghausen am Rande der Region Hannover in Niedersachsen.

## Geschichte
Am 1. März 1974 erfolgte im Rahmen der Gebietsreform in Niedersachsen die Eingliederung in die Stadt Barsinghausen, die heute über 18 Ortsteile verfügt.

## Politik

### Stadtrat und Bürgermeister
Landringhausen wird auf kommunaler Ebene von dem Rat der Stadt Barsinghausen vertreten.

### Wappen
Der Entwurf des Wappens von Landringhausen stammt von dem in Gadenstedt geborenen und später in Hannover lebenden Heraldiker und Grafiker Alfred Brecht, der schon die Wappen von Aligse, Bantorf, Barrigsen und vielen anderen Ortschaften im Landkreis Hannover entworfen hat. Die Genehmigung des Wappens wurde am 7. Dezember 1965 durch den Regierungspräsidenten in Hannover erteilt.
| Wappen von Landringhausen | Blasonierung: „Über mit zwei trapezförmigen Hügeln versehenem, blauem Schildfuß eine silberne Palisade, darüber in Blau vor rotem Balken ein golden gekrönter und bewehrter, wachsender silberner Löwe.“ |
| Wappen von Landringhausen | Wappenbegründung: Für ein Wappen auf geschichtlicher Grundlage sind die Grafen von Roden auf höchstem Belang, da sie als Rodeherren auch früheste Besitzer des Ortes und seine Gerichtsherren waren, ehe sie das Dorf dem Kloster Amelunxborn verschrieben haben. Die aus Urzeiten stammende und später von den Grafen von Roden in die von ihnen errichtete Landwehr einbezogene „Ysenborch“ war nicht zu übergehen. Einer der auf diese beiden geschichtlichen Fakten abgestellten Vorschläge wurde vom Rat der Gemeinde in seiner Sitzung am 30. Mai 1965 einstimmig beschlossen. |

## Kultur und Sehenswürdigkeiten

### Bauwerke
- Nahe dem Ort in Richtung Groß Munzel lag die Isenburg, die etwa im 10. bis 11. Jahrhundert entstanden ist, von der jedoch kaum noch etwas erkennbar ist.
- Die etwa um 800 erstmals entstandene Wassermühle „Kokemühle“ liegt östlich des Ortes in Richtung des Nachbarortes Barrigsen. Das heutige Mühlengebäude wurde um 1780 errichtet.
- Die Severinskirche in Landringhausen findet 1229 erste urkundliche Erwähnung. Bauteile des ursprünglichen Bauwerks aus dem 12. und 13. Jahrhundert sind noch heute im Turm enthalten.[4]

## Wirtschaft und Infrastruktur
In Landringhausen gibt es einen Kindergarten. Die Grundschule kann von den Kindern im Nachbarort Groß Munzel besucht werden.

## Persönlichkeiten
- Andreas Wilhelm Hagemann (1745–1824), Theologe
- Wilhelm Eichhorn (1805–1877), Kaufmann, Eichhorn-Kaffee
- Hendrik Weydandt (* 1995), Fußballspieler